# Peruviaanse presidentsverkiezingen 1895
Uit de Peruviaanse algemene verkiezingen van 1895 kwam Nicolás de Piérola y Villena voort als winnaar. Hij was kandidaat voor de Burgerpartij. Hij won met 4.150 stemmen en had geen tegenkandidaat. Zijn termijn als president van Peru ging in op 8 september 1895 en eindigde op 8 september 1899, na de verkiezingswinst in 1899 van Eduardo López de Romaña.